# Brachionichthys hirsutus
Brachionichthys hirsutus is een straalvinnige vissensoort uit de familie van voelsprietvissen (Brachionichthyidae). De wetenschappelijke naam van de soort is voor het eerst geldig gepubliceerd in 1804 door Lacepède.
De soort komt alleen voor in Tasmaanse wateren, meer bepaald in de monding van de Derwent in Hobart. Het dier leeft op de zeebodem, waar hij zich verplaatst door met zijn borstvinnen te "wandelen".
De soort staat op de Rode Lijst van de IUCN als Kritiek, beoordelingsjaar 2020. Volgens een telling in 2015 zouden er nog 79 individuen zijn. Mogelijk vormen zeesterren een oorzaak in de precaire toestand van de soort. De vis maakt gebruik van zijn habitat om zijn eieren te camoufleren, maar zeesterren (de invasieve soort Asterias amurensis) vernielen deze habitat, waardoor de eieren en de vissen - die op hun eieren letten - kwetsbaarder worden voor roofdieren. Mogelijk eten de zeesterren zelf ook de eieren. Lokale veranderingen in de omgeving spelen mogelijk eveneens een rol.